# Mbala
Mbala (nota come Abercorn dal 1895 al 1967) è un ward dello Zambia, parte della Provincia Orientale e del Distretto di Petauke.
Nel 1895, durante il periodo coloniale britannico, il villaggio di Mbala venne rinominato Abercorn. La cittadina venne ridenominata Mbala il 24 ottobre 1967.